# Chen Lixia
Chen Lixia (...) è un'ex tuffatrice cinese.
Ai campionati mondiali di Roma 1994 ha vinto la medaglia d'oro nel trampolino 1 metro.

## Palmarès
- Campionati mondiali di nuoto

Roma 1994: oro nel trampolino 1 m;
- Universiade

Sicilia 1997: argento nel trampolino 1 m;